# Затишне (Бориспільський район)
Затишне (у 1925-2016 — Ленінівка) — село в Україні, у Гірській сільській громаді Бориспільського району Київської області. Населення становить 202 осіб.
Десь у  1917—1921 роках на основі економії пана Трепова "Хвильки" заснували сільськогосподарську артіль імені Леніна, звідси і назва Ленінівка.
Відсутнє в списках населених пунктів Київщини станом на грудень 1926 р.
На мапі 1941 р. - Ком.ім.Леніна.
15 січня 2015 року в селі Затишне митрополит Переяслав-Хмельницький і Білоцерківський Епіфаній (УПЦ КП) звершив освячення новозбудованого храму-каплиці на честь преподобного Григорія, чудотворця Печерського.
4 лютого 2016 року село перейменоване на Затишне.